# Championnats du monde de duathlon longue distance 1997
Navigation
Édition suivante
Les Championnats du monde de duathlon longue distance 1997 présentent les résultats des championnats mondiaux de duathlon longue distance en 1997 organisés par la fédération internationale de triathlon.
Les championnats se sont déroulés à Zofingen en Suisse le 1er juin 1997.

## Distances parcourues
| Distances course (kilomètres) | Distances course (kilomètres) | Distances course (kilomètres) |
| Course à pied                 | Cyclisme                      | Course à pied                 |
| ----------------------------- | ----------------------------- | ----------------------------- |
| 10                            | 150                           | 30                            |

## Résultats

### Élite
| Rang               | Athlète          | Pays   | Temps           |
| ------------------ | ---------------- | ------ | --------------- |
| Médaille d'or      | Urs Dellsperger  | Suisse | 6 h 30 min 08 s |
| Médaille d'argent  | Daniel Keller    | Suisse | 6 h 31 min 13 s |
| Médaille de bronze | Olivier Bernhard | Suisse | 6 h 36 min 26 s |

| Rang               | Athlète            | Pays             | Temps           |
| ------------------ | ------------------ | ---------------- | --------------- |
| Médaille d'or      | Natascha Badmann   | Suisse           | 7 h 11 min 03 s |
| Médaille d'argent  | Susanne Nedergaard | Pays-Bas         | 7 h 27 min 25 s |
| Médaille de bronze | Debbie Nelson      | Nouvelle-Zélande | 7 h 29 min 16 s |

## Tableau des médailles
| Rang  | Nation           | Or | Argent | Bronze | Total |
| ----- | ---------------- | -- | ------ | ------ | ----- |
| 1     | Suisse           | 2  | 1      | 1      | 4     |
| 2     | Pays-Bas         | 0  | 1      | 0      | 1     |
| 3     | Nouvelle-Zélande | 0  | 0      | 1      | 1     |
| Total | Total            | 2  | 2      | 2      | 6     |